# Field & Stream
Field & Stream (F & S abreviado) es una revista estadounidense dedicada a la caza, pesca y otras actividades al aire libre. Junto a Sports Afield y Outdoor Life, está considerada como una de las tres grandes publicaciones dedicadas a la naturaleza de América.
La revista fue fundada en 1895 por John P. Burkhard y Henry Wellington Wack. Tiene una tirada aproximada de 1 millón de ejemplares. Dependiendo de la temporada y disponibilidad de información, la revista ofrece asesoramiento sobre ciervos, aves, truchas, percas y armas de caza. Field & Stream absorbió en 1930 a su principal competidor, Forest and Stream.
En su interior también ofrece trampas de caza, consejos de supervivencia, sucesos de actualidad y a veces una receta.  También colabora con Sierra On-Line y Dynamix para desarrollar videojuegos y trofeos sobre caza y pesca.
La revista fue comprada por Henry Holt and Company en 1951 y tras varias ventas y adquisiciones, fue adquirida en 2007 por  el grupo Bonnier Corporation.